# Centrale nucleare di Hinkley Point
La centrale nucleare di Hinkley Point è una centrale nucleare inglese situata presso la città di Bridgwater, nel Somerset, in Inghilterra. L'impianto è composto da due distinte sezioni, denominate Hinkley Point A e Hinkley Point B, l'espansione della terza sezione, Hinkley Point C, sarà equipaggiata con 2 EPR.

## Descrizione dell'impianto
La prima sezione è composta da due reattori Magnox, realizzati da EE/B&W/T, per 470 MW totali, chiusi nel 2000 e in corso di decommissionamento.
La seconda sezione è composta da 2 reattori AGR, realizzati da The Nuclear Power Group, per 955 MW totali, chiusi nel 2022.
Dal 1996, il gestore dei quattro reattori era la British Energy, nel 2009, quest'ultima è stata acquistata dalla EDF attraverso la sua filiale britannica EDF Energy.

## Hinkley Point C
L'espansione dell'impianto, con la costruzione di due reattori EPR della potenza totale netta di 3.260 MW, è iniziata ufficialmente nel marzo 2017. Questi due nuovi reattori EPR costituiscono i primi reattori ad essere costruiti nella nazione da oltre 20 anni, e sono parte del programma di rinnovamento del parco nucleare britannico e del programma di taglio delle emissioni di gas serra. I reattori saranno realizzati dalla Framatome, ex Areva.
La costruzione è affidata alla società francese EDF Energy e alla cinese  CGNPG; il gestore dei due nuovi reattori sarà EDF Energy. Inizialmente la data di ultimazione dell'opera era prevista nel 2023 con un costo di 18 miliardi. Secondo un report della EDF del maggio 2022 la nuova data prevista per l'entrata in funzione è giugno 2027 con costi lievitati a 25-26 miliardi di sterline..